# Онь (приток Иньвы)
Онь — река в России, протекает в Юсьвинском районе Пермского края. Устье реки находится в 7,2 км по левому берегу реки Иньва. Длина реки составляет 20 км.
Река образуется слиянием двух небольших рек — Большая Онь и Малая Онь, стекающих с холмов Верхнекамской возвышенности. Место слияния расположено в 14 км к северо-западу от посёлка Майкор. Река течёт на юг, приток Башорка (левый). В нижнем течении протекает через село Они, ниже села впадает в боковую старицу Иньвы.

## Данные водного реестра
По данным государственного водного реестра России относится к Камскому бассейновому округу, водохозяйственный участок реки — Кама от города Березники до Камского гидроузла, без реки Косьва (от истока до Широковского гидроузла), Чусовая и Сылва, речной подбассейн реки — бассейны притоков Камы до впадения Белой. Речной бассейн реки — Кама.
По данным геоинформационной системы водохозяйственного районирования территории РФ, подготовленной Федеральным агентством водных ресурсов:
- Код водного объекта в государственном водном реестре — 10010100912111100008403
- Код по гидрологической изученности (ГИ) — 111100840
- Код бассейна — 10.01.01.009
- Номер тома по ГИ — 11
- Выпуск по ГИ — 1